# Kasachische Leichtathletik-Hallenmeisterschaften 2025
Die Kasachischen Leichtathletik-Hallenmeisterschaften 2025 wurden vom 14. bis zum 16. Februar im Track & Field complex QAZAQSTAN in der Hauptstadt Astana ausgetragen.

## Medaillengewinner

### Männer
| Disziplin      | Gold                         | Leistung       | Silber                 | Leistung       | Bronze              | Leistung       |
| -------------- | ---------------------------- | -------------- | ---------------------- | -------------- | ------------------- | -------------- |
| 60 m           | Witali Sems                  | 6,84 s         | Almat Tulebajew        | 6,87 s         | Danil Popow         | 6,89 s SB      |
| 200 m          | Witali Sems                  | 21,21 s SB     | Danil Sutschanow       | 21,52 s PB     | Danil Popow         | 22,05 s        |
| 400 m          | Andrei Sokolow               | 47,93 s        | Elnur Muchitdinow      | 48,11 s        | Madi Tokenow        | 48,97 s PB     |
| 800 m          | Nikita Isotow                | 1:53,99 min PB | Alexander Schigar      | 1:54,73 min PB | Kirill Subbotin     | 1:54,78 min PB |
| 1500 m         | Maxim Frolowski              | 3:48,38 min    | Wadim Lewtschenko      | 3:50,11 min PB | Aibol Omar          | 3:53,29 min PB |
| 3000 m         | Maxim Frolowskij             | 8:13,80 min PB | Shadrack Kimutai Koech | 8:21,87 min    | Wadim Lewtschenkow  | 8:27,65 min PB |
| 60 m Hürden    | Dawid Jefremow               | 7,67 s         | Jewgeni Prokudin       | 7,94 s         | Sachar Lewizki      | 8,44 s SB      |
| Hochsprung     | Igor Kossolapow Anton Bodnar | 2,08 m         |                        |                | Ruslan Lomtew       | 2,00 m =PB     |
| Stabhochsprung | Iwan Towtschenik             | 5,20 m SB      | Wladislaw Garbusnjak   | 5,00 m =PB     | Maxim Balabin       | 4,80 m         |
| Weitsprung     | Selimchan Nassyrow           | 7,23 m         | Wadim Karnauchow       | 7,04 m SB      | Sergei Stepankowski | 6,99 m         |
| Dreisprung     | Jewgeni Kisseljow            | 15,46 m        | Tachir Kadyrkulow      | 15,38 m        | Georgi Li           | 14,93 m SB     |
| Kugelstoßen    | Iwan Iwanow                  | 17,69 m        | Bexultan Jelikbajew    | 14,99 m SB     | Daniil Plotnikow    | 14,60 m        |
| Siebenkampf    | Michail Kotow                | 4661 Punkte PB | Ruslan Ischmetow       | 4480 Punkte PB |                     |                |

### Frauen
| Disziplin      | Gold                    | Leistung       | Silber                   | Leistung        | Bronze                  | Leistung        |
| -------------- | ----------------------- | -------------- | ------------------------ | --------------- | ----------------------- | --------------- |
| 60 m           | Olga Safronowa          | 7,45 s         | Darja Gridassowa         | 7,76 s PB       | Kristina Jermola        | 7,80 s SB       |
| 200 m          | Kristina Kondraschowa   | 24,51 s SB     | Alexandra Saljubowskaja  | 24,52 s PB      | Jekaterina Kusnezowa    | 25,35 s         |
| 400 m          | Alexandra Saljubowskaja | 54,49 s        | Anna Schumilo            | 55,09 s PB      | Jekaterina Kusnezowa    | 56,34 s PB      |
| 800 m          | Ajana Bolatbekqysy      | 2:12,17 min PB | Wiktorija Sukatschjowa   | 2:12,62 min PB  | Anastassija Koloda      | 2:13,57 min SB  |
| 1500 m         | Norah Jeruto            | 4:20,18 min    | Daisy Jepkemei           | 4:22,30 min     | Ajana Bolatbekqysy      | 4:29,30 min SB  |
| 3000 m         | Daisy Jepkemei          | 09:13,72 min   | Akbilek Kuralbai         | 10:03,08 min PB | Dana Gussarowa          | 10:06,37 min PB |
| 60 m Hürden    | Alina Tschistjakowa     | 8,50 s PB      | Julija Baschmanowa       | 8,60 s SB       | Antonina Tschernyschowa | 8,71 s PB       |
| Hochsprung     | Kristina Owtschinnikowa | 1,84 m SB      | Jelisaweta Matwejewa     | 1,80 m          | Arina Maljugina         | 1,70 m =SB      |
| Stabhochsprung | Anna Tscherkaschina     | 3,90 m PB      | Polina Iwanowa           | 3,80 m          | Darja Doschanowa        | 3,60 m PB       |
| Weitsprung     | Anastassija Rypakowa    | 6,13 m SB      | Anastassija Kononowitsch | 5,81 m          | Walerija Safonowa       | 5,76 m          |
| Dreisprung     | Marija Jefremowa        | 13,61 m SB     | Walerija Safonowa        | 12,83 m SB      | Diljara Chaibullina     | 12,61 m SB      |
| Kugelstoßen    | Karina Wassiljewa       | 12,43 m        | Sabina Potapowa          | 12,24 m         | Angelina Poltinowa      | 11,62 m SB      |
| Fünfkampf      | Jekaterina Awdejenko    | 3975 Punkte    | Angelina Poltinowa       | 3174 Punkte PB  |                         |                 |